# Tàngares
Les tàngares són un grup d'ocells de distribució americana, que formen la família dels tràupids (Thraupidae), dins l'ordre dels passeriformes. Tradicionalment, es reconeixien unes 240 espècies de tàngares, però la taxonomia d'aquest grup es troba en aquest moment en revisió. A mesura que aquestes aus van sent estudiades, es van produint reclassificacions dels tàxons. D'aquesta manera, els gèneres Euphonia i Chlorophonia, que abans es consideraven part de la família de les tàngares, ara són tractats com a membres dels fringíl·lids (Fringillidae), dins la seva pròpia subfamília (Euphoniinae). Així mateix, els gèneres Piranga, Chlorothraupis i Habia semblen pertànyer a la família dels cardinàlids (Cardinalidae).

## Morfologia
Les tàngares són aus entre petites i mitjanes. L'espècie amb menys llargària és Conirostrum leucogenys, que fa 9 cm, amb un pes de 7 g, quasi igual que Cyanerpes nitidus. La de més llargària és Cissopis leverianus, amb de 28 cm 76 g de pes. La major és Sericossypha albocristata, amb un pes de 114 g i una llargària de 23 cm. Ambdós sexes són en general de la mateixa grandària. Aquestes aus tenen sovint colors brillants, però algunes són de color negre i blanc. Típicament, els mascles tenen colors més brillants que les femelles. Durant el primer any, tenen sovint colors més modests i són força diferents. La major part de les espècies tenen ales curtes i arrodonides. La forma del bec de cada espècie està relacionada amb els hàbits alimentaris de cadascuna.

## Ecologia
Les tàngares estan restringides al nou món, sobretot als tròpics. Al voltant d'un 60% habiten Amèrica del Sud i el 30% viuen als Andes. La majoria de les espècies són endèmiques d'una àrea relativament petita.
La majoria de tàngares viuen en parelles o en petits grups de 3-5 individus. Aquests grups poden consistir simplement en la parella i els seus fills. També es poden observar en esbarts d'una única espècie o de més d'una. Solen tindre vocalitzacions monòtones, però en alguns casos són bastants elaborades.
Són ocells omnívors, i la dieta en varia en funció dels gèneres. Se'ls ha vist menjar fruites, llavors, nèctar, flors i insectes. En molts casos, pleguen els insectes de les branques; altres espècies les cerquen al revers de les fulles, encara d'altres esperen a les branques fins que veuen un insecte volant i l'agafen a l'aire. Moltes d'aquestes espècies habiten en les mateixes zones, i aquestes especialitzacions eviten la competència.
L'època de reproducció comença entre març i juny a les zones temperades, i entre setembre i octubre a Amèrica del Sud. Algunes espècies són territorials, mentre que d'altres construeixen els seus nius més a prop. N'hi ha poca informació sobre el comportament reproductiu. Els mascles mostren les seves plomes brillants als potencials companys i mascles rivals. Els rituals de festeig d'algunes espècies impliquen reverències i aixecament de la cua.
La majoria fan els nius en les branques dels arbres. Alguns nius són gairebé globulars. Les entrades solen estar situades per un costat del niu. Els nius poden ser superficials o profunds. Les característiques i ubicació dels nius canvia amb els gèneres. La majoria de les espècies el fan en una àrea oculta per la vegetació densa. Encara no hi ha informació sobre els nius d'algunes espècies.
Ponen 3-5 ous. La femella cova els ous i construeix el niu, però el mascle pot alimentar la femella mentre aquesta cova. Ambdós sexes alimenten els joves. Cinc espècies tenen ajudants que els assisteixen en el treball de la cura de la pollada. Es creu que es pot tractar dels pollets de l'any anterior.

## Taxonomia
D'acord amb la classificació del Congrés Ornitològic Internacional (versió 11.1, 2021) aquesta família està formada per 107 gèneres i 383 espècies.
- Gènere Catamblyrhynchus, amb una espècie: tàngara frontgroga (Catamblyrhynchus diadema)
- Gènere Charitospiza, amb una espècie: xipiu crestat (Charitospiza eucosma)
- Gènere Orchesticus, amb una espècie: tàngara bruna (Orchesticus abeillei)
- Gènere Parkerthraustes, amb una espècie: tàngara de Parker (Parkerthraustes humeralis)
- Gènere Nemosia, amb dues espècies.
- Gènere Cyanicterus, amb una espècie: tàngara de dors turquesa (Cyanicterus cyanicterus)
- Gènere Sericossypha, amb una espècie: tàngara de capell blanc (Sericossypha albocristata)
- Gènere Compsothraupis, amb una espècie: tàngara de gorja escarlata (Compsothraupis loricata)
- Gènere Coryphaspiza, amb una espècie: sit galtanegre (Coryphaspiza melanotis)
- Gènere Embernagra, amb dues espècies.
- Gènere Emberizoides, amb tres espècies.
- Gènere Incaspiza, amb 5 espècies.
- Gènere Rhopospina, amb una espècie: frigil pitnegre (Rhopospina fruticeti)
- Gènere Porphyrospiza, amb tres espècies.
- Gènere Chlorophanes, amb una espècie: tàngara melera encaputxada (Chlorophanes spiza)
- Gènere Iridophanes, amb una espècie: tàngara melera de collar groc (Iridophanes pulcherrimus)
- Gènere Chrysothlypis, amb dues espècies.
- Gènere Heterospingus, amb dues espècies.
- Gènere Hemithraupis, amb tres espècies.
- Gènere Tersina, amb una espècie: tàngara oreneta (Tersina viridis)
- Gènere Cyanerpes, amb 4 espècies.
- Gènere Dacnis , amb 10 espècies.
- Gènere Saltatricula, amb dues espècies.
- Gènere Saltator, amb 14 espècies.
- Gènere Coereba, amb una espècie: coereba (Coereba flaveola)
- Gènere Tiaris , amb una espècie: menjagrà olivaci (Tiaris olivaceus)
- Gènere Euneornis, amb una espècie: menjagrà taronger (Euneornis campestris)
- Gènere Melopyrrha, amb tres espècies.
- Gènere Loxipasser, amb una espècie: menjagrà de Jamaica (Loxipasser anoxanthus)
- Gènere Phonipara, amb una espècie: menjagrà cantaire (Phonipara canora)
- Gènere Loxigilla, amb dues espècies.
- Gènere Melanospiza , amb dues espècies.
- Gènere Asemospiza, amb dues espècies.
- Gènere Certhidea, amb dues espècies.
- Gènere Platyspiza, amb una espècie: pinsà de Darwin vegetarià (Platyspiza crassirostris)
- Gènere Pinaroloxias, amb una espècie: pinsà de Darwin de l'illa del Coco (Pinaroloxias inornata)
- Gènere Camarhynchus, amb 5 espècies.
- Gènere Geospiza , amb 9 espècies.
- Gènere Volatinia, amb una espècie: menjagrà blau (Volatinia jacarina)
- Gènere Conothraupis, amb dues espècies.
- Gènere Creurgops, amb dues espècies.
- Gènere Eucometis, amb una espècie: tàngara capgrisa (Eucometis penicillata)
- Gènere Trichothraupis, amb una espècie: tàngara crestagroga (Trichothraupis melanops)
- Gènere Loriotus, amb tres espècies.
- Gènere Coryphospingus, amb dues espècies.
- Gènere Tachyphonus, amb 5 espècies.
- Gènere Rhodospingus, amb una espècie: sit carminat (Rhodospingus cruentus)
- Gènere Lanio, amb 4 espècies.
- Gènere Ramphocelus, amb 9 espècies.
- Gènere Sporophila, amb 41 espècies.
- Gènere Piezorina, amb una espècie: frigil cendrós (Piezorina cinerea)
- Gènere Xenospingus, amb una espècie: frigil uniforme (Xenospingus concolor)
- Gènere Cnemoscopus, amb una espècie: tàngara andina (Cnemoscopus rubrirostris)
- Gènere Pseudospingus, amb dues espècies.
- Gènere Poospiza, amb 10 espècies.
- Gènere Kleinothraupis, amb 5 espècies.
- Gènere Sphenopsis, amb 4 espècies.
- Gènere Thlypopsis, amb 8 espècies.
- Gènere Castanozoster, amb una espècie: xipiu pectoral (Castanozoster thoracicus)
- Gènere Donacospiza, amb una espècie: frigil canyella (Donacospiza albifrons)
- Gènere Cypsnagra, amb una espècie: tàngara de carpó blanc (Cypsnagra hirundinacea)
- Gènere Poospizopsis, amb dues espècies.
- Gènere Urothraupis, amb una espècie: tàngara de Stolzmann (Urothraupis stolzmanni)
- Gènere Nephelornis, amb una espècie: tàngara d'O'Neill (Nephelornis oneilli)
- Gènere Microspingus, amb 8 espècies.
- Gènere Conirostrum, amb 11 espècies.
- Gènere Sicalis, amb 13 espècies.
- Gènere Phrygilus, amb 4 espècies.
- Gènere Nesospiza, amb tres espècies.
- Gènere Rowettia, amb una espècie: frigil de l'illa de Gough (Rowettia goughensis)
- Gènere Melanodera, amb dues espècies.
- Gènere Geospizopsis, amb dues espècies.
- Gènere Haplospiza, amb dues espècies.
- Gènere Acanthidops, amb una espècie: frigil becfí (Acanthidops bairdi)
- Gènere Xenodacnis, amb una espècie: dacnis andina (Xenodacnis parina)
- Gènere Idiopsar, amb 4 espècies.
- Gènere Catamenia, amb tres espècies.
- Gènere Diglossa, amb 18 espècies.
- Gènere Calochaetes, amb una espècie: tàngara vermella (Calochaetes coccineus)
- Gènere Iridosornis, amb 5 espècies.
- Gènere Pipraeidea, amb una espècie: tàngara de ventre cremós (Pipraeidea melanonota)
- Gènere Rauenia, amb una espècie: tàngara blau-i-groga (Rauenia bonariensis)
- Gènere Pseudosaltator, amb una espècie: dansaire ventre-rogenc (Pseudosaltator rufiventris)
- Gènere Dubusia, amb dues espècies.
- Gènere Buthraupis, amb una espècie: tàngara muntanyenca (Buthraupis montana)
- Gènere Sporathraupis, amb una espècie: tàngara de caputxa blava (Sporathraupis cyanocephala)
- Gènere Tephrophilus, amb una espècie: tàngara de Wetmore (Tephrophilus wetmorei)
- Gènere Chlorornis, amb una espècie: tàngara de Rieffer (Chlorornis riefferii)
- Gènere Cnemathraupis, amb dues espècies.
- Gènere Anisognathus, amb 5 espècies.
- Gènere Chlorochrysa, amb tres espècies.
- Gènere Wetmorethraupis, amb una espècie: tàngara de gorja taronja (Wetmorethraupis sterrhopteron)
- Gènere Bangsia, amb 6 espècies.
- Gènere Lophospingus, amb dues espècies.
- Gènere Neothraupis, amb una espècie: tàngara botxí (Neothraupis fasciata)
- Gènere Diuca, amb una espècie: diuca grisa (Diuca diuca)
- Gènere Gubernatrix , amb una espècie: sit cardenal groc (Gubernatrix cristata)
- Gènere Stephanophorus, amb una espècie: tàngara diademada (Stephanophorus diadematus)
- Gènere Cissopis, amb una espècie: tàngara garsera (Cissopis leverianus)
- Gènere Schistochlamys, amb dues espècies.
- Gènere Paroaria, amb 6 espècies.
- Gènere Ixothraupis, amb 5 espècies.
- Gènere Chalcothraupis, amb una espècie: tàngara de clatell daurat (Chalcothraupis ruficervix)
- Gènere Poecilostreptus, amb dues espècies.
- Gènere Thraupis, amb 7 espècies.
- Gènere Stilpnia, amb 15 espècies.
- Gènere Tangara, amb 27 espècies.